# Vojislav Koštunica
Vojislav Koštunica (serbisk: Војислав Коштуница) (født 24. marts 1944 i Beograd, Jugoslavien, nu Serbien) er tidligere premierminister i Serbien. Han trådte tilbage 8. marts 2008. Han er desuden formand for det konservative Serbiens Demokratiske Parti.
Han har en ph.d-grad i jura fra det Juridiske Fakultet (Beograds Universitet). Dér mistede han sit job i 1974 efter at have kritiseret Titos kommunistiske regering, og i 1989 var han med til at stifte Det Demokratiske Parti, som han blev leder af. Senere blev han leder af det nye Serbiens Demokratiske Parti. Hans og Zoran Djindjics parti var allieret med Serbiens Demokratiske Parti i Republika Srpska. Det parti var ledet af Radovan Karadzic, der senere blev efterlyst af Det internationale tribunal til pådømmelse af krigsforbrydelser i det tidligere Jugoslavien.
Fra 2000-2003 var Koštunica præsident i Jugoslavien, hvor han overtog efter Slobodan Milošević og blev den sidste præsident i landet inden det indgik i unionen Serbien og Montenegro. Milošević anerkendte ikke at den samlede opposition med Koštunica i front havde vundet valget, hvilket førte til gadeprotester, der til sidst Milošević til at gå af 5. oktober 2000.
Koštunica blev statsminister i Serbien 3. marts 2004 og nyder stor opbakning blandt landets nationalister. Politisk betragtes han som populistisk.